# ジャニス・マン
ジャニス・マン（文詠珊、Janice Man、1988年12月29日 - ）は、香港の女優、モデル。

## 経歴
中学生の頃にスカウトされ、モデルとして広告などに出演。映画やテレビドラマへのゲスト出演などを経て、2008年に映画『愛鬥大（原題）』でヒロインを務め、正式に女優デビューした。

## 出演作品

### 映画
- 十分愛（2007年）
- 愛·鬥大（2008年）
- 內衣少女（2008年）
- 愛情故事（2009年）
- 為你鍾情（2010年）
- やがて哀しき復讐者 報應（2011年）
- Laughing Gor之潛罪犯（2011年）
- 狼たちのノクターン〈夜想曲〉 大追捕（2012年）
- 熱愛島（2012年）
- 臨終囧事（2013年）
- ミッドナイト・アフター 那夜凌晨，我坐上了旺角開往大埔的紅van（2014年）
- 怪談（2015年）
- 巴黎假期（2015年）
- ヘリオス 赤い諜報戦 赤道（2015年）
- コールド・ウォー 香港警察 堕ちた正義 寒戰II（2016年）
- 兇手還未睡（2016年）
- 狂獣 欲望の海域 狂獸（2017年）
- 唐人街探偵 東京MISSION 唐人街探案3（2021年）
- 妻消えて 消失的她（2023年）日本ではNetflixで配信。『ロスト・イン・ザ・スターズ』の邦題で2023東京・中国映画週間で上映。
- マニフェスト 望道（2023年）2023東京・中国映画週間で上映

### テレビドラマ
- 過渡青春（2007年）
- 512活在香港（2008年）
- HEART OF GOLD（2010年）
- 畢業歌（2015年）
- 蜀山戦記〜赤き伝説〜 蜀山戰紀之劍俠傳奇（2015年）
- 月光のイタズラ〜時空（とき）を超えた恋 相愛穿梭千年2（2016年）
- 海上牧雲記 〜3つの予言と王朝の謎 九州·海上牧雲記（2017年）
- 冒險王衛斯理之藍血人（2018年）
- 只為遇見你（2019年）
- 風聲（2020年）
- 天龍八部 レジェンド・オブ・デスティニー 天龍八部（2021年）
- 雪中悍刀行〜徐鳳年、北椋王への道〜 雪中悍刀行（2021年）